# Бюллетень бюро русской печати в Константинополе
«Бюллетень бюро русской печати в Константинополе»  (фр. Bulletin Bureau de la Presse-Russe à Constantinople) — еженедельное информационное издание на французском и русском языке, печатался по нормам русской дореформенной орфографии и с указанием дат по григорианской и юлианской календарной традиции, выходил с 1920 года в Стамбуле, Османская империя.

## Издание
Периодичность - еженедельная, начиная с 1920 года. Печатался в Русской типографии Товарищества «За рубежом».

### Разделы
В разделе «Официальная часть» содержалась хроника событий на Южном фронте во время Гражданской войны в России.
«Последние известия с фронта» - пишется об успехах армии Махно, военных действиях в Донецком бассейне, под Луганском, в Харьковском направлении, между Херсоном и Одессой, события в Мелитополе, упоминаются Кубанская казачья дивизия и Корниловский полк.
Издательство и книжный магазин, выпускавшие бюллетень предлагали читателям произведения беллетристики, поэзии, учебники, самоучители, словари, энциклопедии, художественные издания, медицинские книги, детскую литературу, всевозможные русские ноты, а также открытки с видами родной природы и русских городов. В ассортименте были представлены все русские заграничные газеты и журналы, а также закавказская периодика

## Адрес
Djidal ogiou yokouchou, 24, Stamboul, Sublime-Porte, Османская империя.